# El Colorado (pedanía de Conil de la Frontera)
El Colorado es una pedanía perteneciente al municipio gaditano de Conil de la Frontera, provincia de Cádiz (Andalucía, España), en la comarca de La Janda. Esta dentro del nucleó urbano de Barrio Nuevo, ya que tiene los mismos habitantes, 2.569. Además, su patrona es la Virgen de las Virtudes, al igual que en todo el municipio de Conil.

## Descripción

### Lugares
El Colorado solo cuenta con un centro médico, ubicado en el Carril de la Pinaleta Boquilla, llamado, Ambulatorio el Colorado, el cual está cerca de las escuelas; CEIP el Colorado, colegio el cual lleva el mismo nombre y el IES Roche. También tuvo un bar, el cual le dio a la localidad, llamada, Venta El Colorado, ubicada entre la carretera principal N-340, y el Carril del Clavijo. 
Ubicado entre dicha localidad y Barrio Nuevo, en el Carril Estebana, está el único polígono industrial, La Piñonera, pero lo único es que es privado y no puede entrar cualquiera. Además de eso, El Colorado tiene un gimnasio, ubicado en la entrada de la Carretera Parcelas de Roche, llamado, Gimnasio Grabi. Por último cuenta con pinares oficiales, Pinar de Roche, que es el más grande, ubicado entre está y en Roche, pero también esta el Pinar Caslanco, que es el más pequeño de la provincia de Cádiz, solo con 20 hectáreas.

### Monumentos
Existen solo dos monumentos, La Iglesia Santa Catalina, ubicada en el Carril de la Pinaleta Boquilla y la estatua del Labriego, ubicada en N-340 y en la carretera de Barrio Nuevo. Aunque esta la Ermita María Auxiliadora, ubicada en el Carril de la Ermita. Está esta más en Barrio Nuevo, pero también está un poco lindando con El Colorado.

## Trasporte

### Carreteras principales
Las únicas carreteras oficiales que hay son la Carretera N-340, que conecta todos los núcleos urbanos, y la de Barrio Nuevo que conecta El Colorado con la otra localidad.

### Líneas de Autobuses
Cuenta con tres empresas de autobuses urbanos en el Colorado, Rosam, Comes y Autos Gonzalo, pero la principal que conecta todas las localidades de Conil son Rosam